# Марш смерти каролинеров

Норвежский поход

Марш смерти каролинеров (швед. Karolinernas dödsmarsch) — отступление Каролинской пехоты под командованием Карла Густава Армфельдта после неудавшейся осады Тронхейма на заключительном этапе Северной войны.

## Предыстория
Осенью 1718 года Карл XII вторгся в Норвегию. Армии Армфельдта была поставлена задача наступлением в самом близком к побережью месте захватить Трёнделаг, и, самое главное, Тронхейм. Им предстояло углубиться лишь на 80 километров. Этот манёвр рассекал страну на две части, что усугубило бы положение норвежцев.
29 августа 1718 года Армфельдт перешёл норвежскую границу. После недолгого сопротивления норвежцы отступили, решив укрепить подступы к Тронхейму. Генерал Будде приказал уничтожить все мосты и угнать все лодки, чтобы остановить шведов. В итоге шведы остановились в 35 километрах от города. Выпал первый снег. Ввиду нехватки продовольствия Армфельдт вынужден был отдать приказ об отступлении. И только через месяц, 26 октября, немного стабилизировав положение, генерал предпринял второе наступление на Тронхейм.
За это время численность его армии сократилась с 9,2 тыс. человек до примерно 6 тыс. человек.
Пройдя 75 километров по горной дороге, армия подошла к городу 6 ноября. 14 ноября после неудавшегося штурма города Армфельдт снял осаду и перешёл к блокированию Тронхейма. Почти месяц не прекращались мелкие стычки с небольшими группами норвежцев, появлявшихся в тылу. В этот период, в ходе осады крепости Фредрикстен, 11 декабря при загадочных обстоятельствах погибает Карл XII. До Армфельдта это сообщение вместе с приказом отступать к Хандёлю пришло 17 декабря, по другим данным — 7 января.

## Марш Смерти
Армфельдт решил отступать по кратчайшему пути в Швецию через Тюдал и далее на Хандёль. Выступив из Халтдалена, шведы прошли 30 километров до двух ферм в Тюдале. На следующее утро армия в сопровождении местного проводника двинулась дальше, и до деревни Хандёль на территории Швеции оставалось 55 километров. Если бы не метель, путь занял бы два дня. После полудня началась сильная метель, и Армфельдт решил расположиться на северном склоне горы Ойфелле на берегу озера Эссанд. В отчаянных попытках согреться солдаты жгли карликовые берёзы, вереск, собственные ружейные приклады и сани, но толку от этого было мало. Примерно 200 человек замёрзли в эту ночь.
Шторм продолжался, и на следующий день отступление стало хаотичным, солдаты были разбросаны по холмам. Основная часть сил достигла шведской границы и расположилась в лагере в Энайльвене. Буря все ещё бушевала, когда первые части, возглавляемые Армфельдтом, вошли в Хандёль. Большинство оставшихся в живых прибыло туда 15 и 16 января. После этого главной целью стало добраться до Дуведа, где было устроено жилье для солдат. Несколько сотен человек не смогли преодолеть этот последний отрезок такого трудного пути.
Количество погибших солдат оценивается от 1400 до 3700 человек, более двух третей из них были финнами, мобилизованными в шведскую армию.

## Память
Ежегодно в Тюдале в январе проводится театрализованное представление под открытым небом «Karolinerspelet», которое призвано осветить драматические события, произошедшие здесь во время Марша смерти.
В Рёрусе, другом норвежском городе, в котором побывали шведские солдаты, в конце июля, начале августа на рудниках проводится ежегодное открытое музыкальное театральное представление под названием Elden. Шоу является одним из крупнейших открытых театральных постановок в Норвегии.
Шведская Группа Sabaton в своём шестом студийном альбоме Carolus Rex в песне «Ruina Imperii» упоминает о Марше смерти каролинеров, а также упоминает о нём в песне «Long Live the King»